# Clésio Facco
Clésio Facco SAC (ur. 1 kwietnia 1971 w Nova Palma) – brazylijski duchowny katolicki, biskup Uruguaiany od 2025.

## Życiorys
14 grudnia 1997 otrzymał święcenia kapłańskie w zgromadzeniu pallotynów. 
28 maja 2025 papież Leon XIV mianował go ordynariuszem diecezji Uruguaiana. Sakry udzielił mu 17 sierpnia 2025 arcybiskup Leomar Antônio Brustolin, współkonsekratorami byli arcybiskup José Mário Angonese i biskup Edgar Xavier Ertl.